# John Sherman Cooper
John Sherman Cooper (23 de agosto de 1901 - 21 de febrero de 1991) fue un político, jurista y diplomático estadounidense. Ejerció tres mandatos parciales no consecutivos en el Senado de Estados Unidos antes de ser elegido para dos mandatos completos en 1960 y 1966, en representación de Kentucky. También fue embajador de Estados Unidos en la India de 1955 a 1956 y embajador de Estados Unidos en Alemania Oriental de 1974 a 1976. Fue el primer republicano elegido popularmente para más de un mandato como senador por Kentucky y, tanto en 1960 como en 1966, batió el récord de mayor margen de victoria para un candidato al Senado por Kentucky de cualquier partido.
El primer servicio político de Cooper fue como miembro de la Cámara de Representantes de Kentucky de 1927 a 1929. En 1930, fue elegido juez del condado de Pulaski. Tras fracasar en su intento de convertirse en gobernador en 1939, se alistó en el ejército estadounidense en 1942. Durante la Segunda Guerra Mundial, obtuvo la Medalla de la Estrella de Bronce por reorganizar el sistema judicial bávaro tras la victoria aliada en Europa. Estando aún en Alemania, fue elegido juez de circuito del distrito 28 de Kentucky. Regresó a su país para aceptar el cargo de juez, que ocupó durante menos de un año antes de dimitir para presentarse a las elecciones al escaño vacante de A. B. "Happy" Chandler en el Senado de los Estados Unidos. Ganó el escaño por 41.823 votos, el mayor margen de victoria de un republicano para cualquier cargo en Kentucky hasta ese momento.
Durante su primer mandato en el Senado, Cooper votó con la mayoría de su partido sólo el 51% de las veces. Fue derrotado en su intento de reelección en 1948, tras lo cual aceptó un nombramiento del Presidente Harry S. Truman como delegado en la Asamblea General de las Naciones Unidas y trabajó como ayudante especial del Secretario de Estado Dean Acheson durante la formación de la Organización del Tratado del Atlántico Norte (OTAN). Cooper fue elegido de nuevo para un mandato parcial en el Senado en 1952. El popular Cooper parecía tener posibilidades de ser reelegido en 1954 hasta que los demócratas propusieron al exvicepresidente Alben W. Barkley. Cooper perdió las elecciones generales y fue nombrado embajador en la India por el presidente Dwight D. Eisenhower en 1955. Cooper se ganó la confianza del primer ministro indio, Jawaharlal Nehru, y mejoró notablemente las relaciones entre Estados Unidos y el recién independizado estado indio, contribuyendo a desbaratar las esperanzas soviéticas de expandir el comunismo en Asia. Barkley murió en 1956, y Eisenhower pidió a Cooper que ocupara el puesto de Barkley. Cooper aceptó a regañadientes y fue elegido para servir el resto del mandato de Barkley.
En 1960, Cooper fue reelegido y obtuvo su primer mandato completo de seis años en el Senado. El recién elegido presidente John F. Kennedy, antiguo colega de Cooper en el Senado, lo eligió para llevar a cabo una misión secreta de investigación en Moscú y Nueva Delhi. Tras el asesinato de Kennedy en noviembre de 1963, el presidente Lyndon B. Johnson nombró a Cooper miembro de la Comisión Warren para investigar el magnicidio. Cooper no tardó en oponerse abiertamente a la decisión de Johnson de intensificar la participación militar estadounidense en la guerra de Vietnam, abogando sistemáticamente por la negociación con los norvietnamitas. Tras la reelección de Cooper en 1966, trabajó con el demócrata de Idaho Frank Church en una serie de enmiendas destinadas a desfinanciar nuevas operaciones militares estadounidenses en la región. Estas enmiendas fueron aclamadas como el primer intento serio del Congreso de frenar la autoridad presidencial sobre las operaciones militares durante una guerra en curso. Envejecido y cada vez más sordo, Cooper no se presentó a la reelección en 1972. Sus últimos actos de servicio público fueron como embajador en Alemania Oriental de 1974 a 1976 y como delegado suplente ante las Naciones Unidas en 1981. Murió en una residencia de ancianos de Washington D. C. el 21 de febrero de 1991 y fue enterrado en el Cementerio Nacional de Arlington.

## Juventud
John Sherman Cooper nació el 23 de agosto de 1901 en Somerset, Kentucky. Era el segundo hijo y el primero de los siete que tuvieron John Sherman y Helen Gertrude (Tartar) Cooper. La familia Cooper había destacado en la zona de Somerset desde que los hermanos Malachi y Edward Cooper emigraron desde Carolina del Sur por el sendero Wilderness Trail y a través de Cumberland Gap hacia 1790, poco después de Daniel Boone. Los padres de su padre -bautistas acérrimos- participaron activamente en el movimiento antiesclavista en el siglo XIX, y el mayor John Sherman Cooper (llamado "Sherman") recibió su nombre del apóstol John y de William Tecumseh Sherman, héroe de la Unión en la Guerra Civil[4]. [La familia era muy activa en la política local; seis de los antepasados de Cooper, incluido su padre, fueron elegidos jueces de condado en el condado de Pulaski, y dos habían sido jueces de circuito[5] Sherman Cooper se dedicó a numerosos negocios de éxito y era conocido como el hombre más rico de Somerset[6][7] En el momento del nacimiento de John Sherman Cooper, su padre era recaudador de impuestos internos en el 8.º distrito del Congreso de Kentucky, cargo para el que había sido nombrado por el presidente Theodore Roosevelt[8].
Cooper se licenció en Filosofía y Letras en Yale en 1923 y se matriculó en la Facultad de Derecho de Harvard ese mismo año. Durante las vacaciones de verano de 1924, regresó a Kentucky, donde su padre, moribundo de la enfermedad de Bright, le dijo que pronto se convertiría en el cabeza de familia, y que la mayor parte de los recursos de la familia se habían perdido en la recesión económica de principios de la década de 1920. Tras la muerte de su padre, Cooper regresó a Harvard, pero pronto descubrió que no podía simultánear la carrera de Derecho con la gestión de los asuntos familiares. En 1928 se colegió por oposición y abrió un bufete de abogados en Somerset. Durante los veinte años siguientes vendió los bienes que le quedaban a su padre, pagó las deudas familiares y financió la educación universitaria de sus seis hermanos.

## Literatura
- Schulman, R. (2021). John Sherman Cooper: The Global Kentuckian. University Press of Kentucky. ISBN 978-0-8131-8844-7. Consultado el 28 de abril de 2024.
- Kleber, J.E. The Kentucky Encyclopedia. University Press of Kentucky. ISBN 978-0-8131-2883-2. Consultado el 28 de abril de 2024.
- Kentucky Historical Society (1995). The Register of the Kentucky Historical Society. The Register of the Kentucky Historical Society (Bd. 93). Kentucky Historical Society. pp. 31-70. Consultado el 28 de abril de 2024.
- Mitchiner, C.J. (1982). Senator John Sherman Cooper: Consummate Statesman. Dissertations in American biography (en inglés). Arno Press. ISBN 978-0-405-14099-0. Consultado el 28 de abril de 2024.